# Rieju

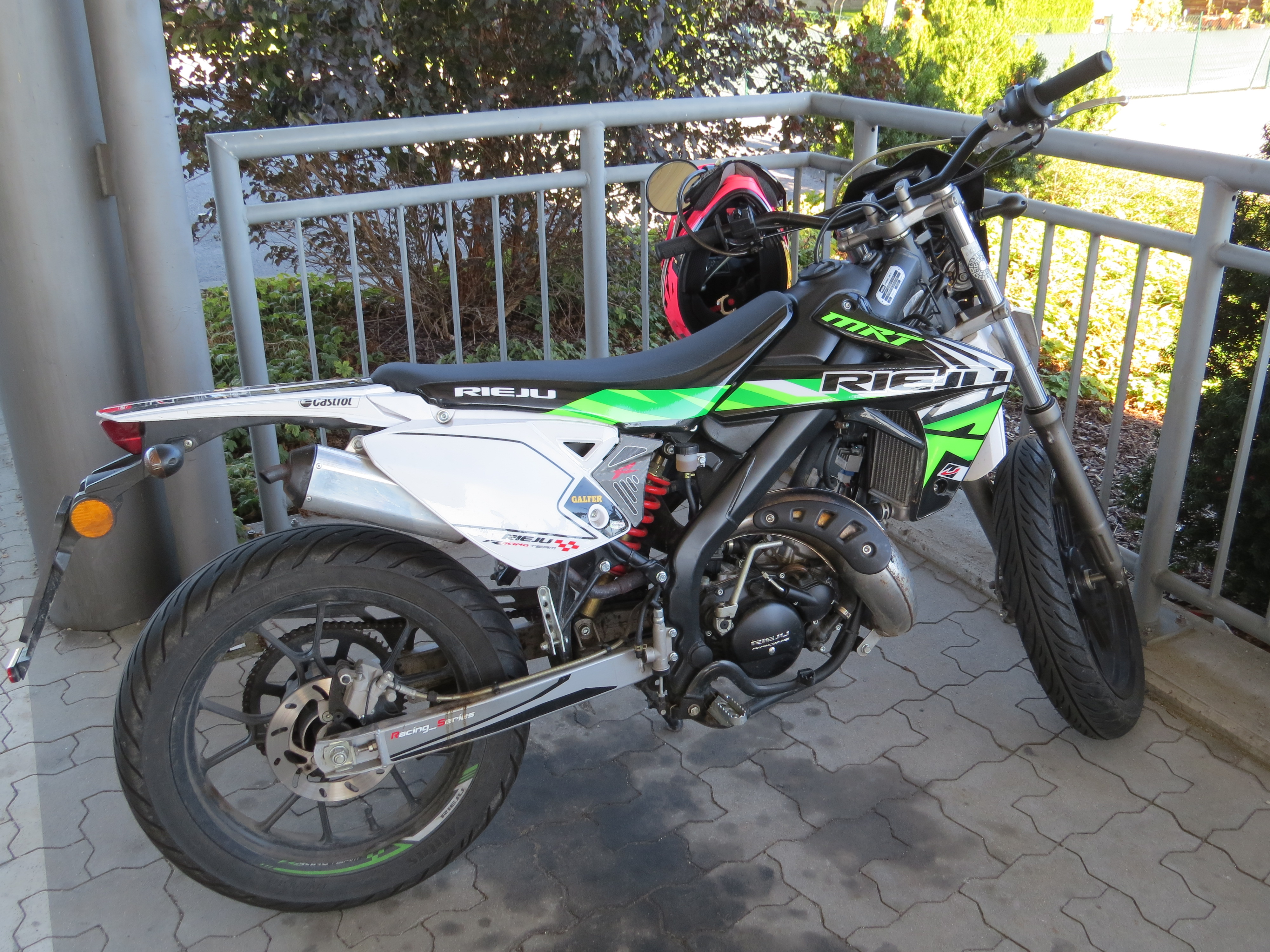
Rieju MRT 50 low version in Österreich (2017)

Rieju S.A. ist ein spanischer Produzent von Krafträdern.

## Geschichte
Das katalanische Unternehmen wurde 1934 von Luis Riera und Jaime Juanola gegründet und ist mit Ausnahme der Zeit des spanischen Bürgerkrieges ununterbrochen am Markt tätig.
Die Firmenzentrale von Rieju befindet sich in Figueres in der Provinz Girona. Das Unternehmen beschäftigte im Jahr 2006 rund 150 Mitarbeiter. Die jährliche Produktion beläuft sich auf bis zu 20.000 Fahrzeuge, die meist für den spanischen Inlandsmarkt, neuerdings aber auch für den Export zum Beispiel nach Deutschland, Frankreich und Österreich hergestellt werden.
Die Produktion umfasst Mofas, Mopeds, Enduros, Roller, Minicrossbikes und Straßenmopeds im Racingdesign. Rieju ist in Spanien Marktführer in diesem Segment. Die Produkte sind und waren zum Teil Lizenzprodukte, jedoch umfasst das Angebot auch Eigenentwicklungen.
Die Marke bekam einen weiteren Impuls, nachdem sich die EnMoto-Gruppe 1994 entschlossen hatte, Rieju-Motorräder auch nach Österreich zu importieren. Derzeit wird Rieju von der EnMoto-Gruppe in mehreren europäischen Ländern vertrieben.

## Aktuelle Modelle
- Capri 50
- Capri 125
- RRX 50
- Marathon 450
- Marathon 250
- Marathon Pro 200
- Marathon Pro 125
- Marathon 125
- MRT Freejump 50
- MRT Pro 50
- MRT 50
- MRT 125
- MX DISK 50
- MX 50
- MXS Racing
- NKD 125
- NKD 50
- RS1 50
- RS1 Evolution (1997–2001)
- RS2 Pro 125
- RS2 125
- RS2 Pro 50
- RS2 50 FR
- RS2 125 NKD
- RS2 Matrix
- RS3 50
- RS3 125
- Tango 250
- Tango 125 Pro
- Tango 125
- Tangoo! 50
- Tango 50
- Tango 50 MOTARD
- Toreo 50
- Samba 50
- MRX 50
- SMX 125

## Ältere Modelle
- MR 80 C (1986)
- MRX 50
- MRX 125
- MX 50 Drum
- RR 50
- RR 50 (AM5)
- RR 125
- RRX 50
- SMX 50
- Spike X 50

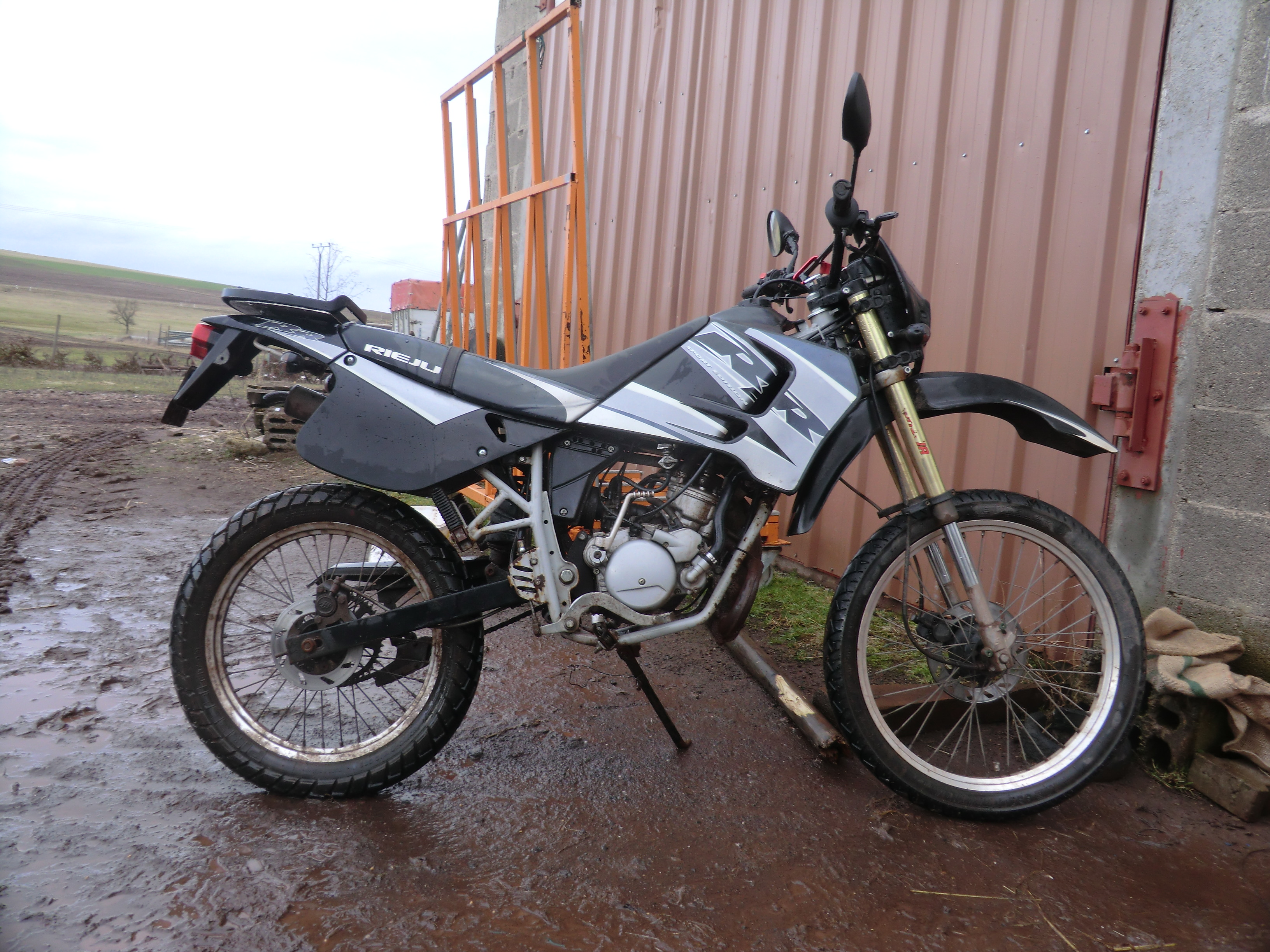
Rieju RR 50

Das neueste Modell ist die Rieju RS3 50. Diese ist eine Mopedversion von der Rieju RS3 125.

## Automobilproduktion
1955 zeigte das Unternehmen auf einer Messe in Barcelona ein Automobil. Dabei handelte es sich um ein Dreirad, bei dem sich das einzelne Rad hinten befand. Für den Antrieb sorgte ein Motorradmotor eigener Fertigung, der im Heck montiert war und das Hinterrad antrieb. Die Karosserie verfügte über eine Kühlergrillattrappe an der Front, zwei seitliche Türen, die hinten angeschlagen waren, eine Sitzbank für zwei Personen und ein Faltdach. Nur wenige Exemplare entstanden.

## Trivia
Zum 1. Januar 2025 waren in Deutschland 1705 Rieju-Krafträder zum Straßenverkehr zugelassen.